# Timea curvistellifera
Timea curvistellifera är en svampdjursart som först beskrevs av Arthur Dendy 1905.  Timea curvistellifera ingår i släktet Timea och familjen Timeidae. Inga underarter finns listade i Catalogue of Life.